# Paolo Bossoni
Paolo Bossoni (né le 2 juillet 1976 à San Secondo Parmense, dans la province de Parme, en Émilie-Romagne, Italie) est un coureur cycliste italien. Il est professionnel de 1999 à 2008, il a notamment remporté une étape du Tour d'Espagne 2000. En juillet 2008, il est suspendu deux ans après un contrôle positif au championnat d'Italie.

## Biographie
Paolo Bossoni est considéré comme un spécialiste des courses vallonnées avec une bonne pointe de vitesse, qui lui permet de briller sur les courses d'un jour. 
Il passe coureur professionnel en 1999, au sein de l'équipe italienne Cantina Tollo. Lors de sa première saison, il se classe notamment à la deuxième place de la cinquième étape du Tour de Pologne. En 2000, il dispute le Tour d'Espagne son premier grand tour. Il remporte la sixième étape lors d'un sprint serré, devant son compatriote Giovanni Lombardi et le champion du monde espagnol Óscar Freire. 
En 2003, il rejoint Tacconi Sport, où il obtient des bons résultats. Il s'adjuge notamment la Coppa Sabatini. Échappée, il termine également à la deuxième place d'une étape du Tour de France, le 24 juillet, derrière Servais Knaven et de deux étapes du Tour de Ligurie. 
Avec l'équipe Tenax, il remporte en 2006 le Trophée de la ville de Castelfidardo et termine deuxième de la cinquième étape du Ster Elektrotoer. À partir de la saison 2007, il fait partie de l'équipe Lampre. Début juillet, il devient vice-champion d'Italie sur route, ce qui lui permet d'être sélectionné pour courir le Tour de France. Il est l'un des coureurs les plus combatifs, il participe à plusieurs échappés et se classe dans les dix premiers d'étapes à plusieurs reprises. 
Le 31 juillet 2008, le contrôle antidopage dont il a fait l'objet à l'issue du championnat d'Italie sur route en juin est annoncé positif à l'EPO. Il est suspendu deux ans par le CONI. Il reconnait s'être dopé et fait appel pour réduire sa suspension, sans succès.

## Palmarès

### Palmarès amateur
- 1996
  - Championnat d'Émilie-Romagne
  - Trofeo Centro Commerciale Pianella
  - Trofeo Parmeggiani Progetti
  - 2e de la Coppa Mario Menozzi
- 1997
  - Milan-Busseto
  - Coppa Caduti di Reda
  - 2e étape de Barcelone-Montpellier
  - 2e de la Coppa Città di Asti
  - 3e de la Coppa San Geo
  - 3e du Trofeo Gordini
  - 4e du championnat d'Europe sur route espoirs
- 1998
  - Piccola Sanremo
  - Coppa della Pace
  - Gran Premio Palio del Recioto
  - Coppa Mario Menozzi
  - 6e étape du Tour des régions italiennes
  - Trophée Rigoberto Lamonica
  - Trofeo Gordini
  - 2e du Trofeo Alta Valle del Tevere
  - 3e de la Coppa Fiera di Mercatale
  - 4e du championnat d'Europe sur route espoirs

### Palmarès professionnel
| - 2000 - 6e étape du Tour d'Espagne - 2001 - Tour du lac Majeur - 1re étape du Brixia Tour - 2002 - Gran Premio Industria e Commercio Artigianato Carnaghese - 3e du Trophée de la ville de Castelfidardo - 9e de Milan-San Remo - 2003 - Coppa Sabatini | - 2004 - 2e du Trophée Matteotti - 3e du championnat d'Italie sur route - 3e du Critérium des Abruzzes - 10e de la HEW Cyclassics - 2006 - Trophée de la ville de Castelfidardo - 3e du Ster Elektrotoer - 2007 - 2e du championnat d'Italie sur route |  |

## Résultats sur les grands tours

### Tour de France
3 participations
- 2002 : abandon
- 2003 : 134e
- 2007 : 95e

### Tour d'Italie
2 participations
- 2001 : 104e
- 2008 : hors délais (16e étape)

### Tour d'Espagne
2 participations
- 2000 : 88e, vainqueur de la 6e étape
- 2002 : 96e